# El frasco
El frasco es una película argentina estrenada en Buenos Aires el 11 de septiembre de 2008 dirigida por Alberto Lecchi sobre el guion de Pablo Solarz, Verónica Chen y Peto Menahem.
Trata de una historia de amor entre dos personas totalmente opuestas, un conductor de autobús que no habla con nadie y una profesora de un colegio de un pequeño pueblo de Argentina que no quiere hablar de su pasado.

## Opinión del director y los protagonistas
El director Alberto Lecchi señaló que "el desafío de la historia es conseguir hacer creíble que una mujer como Romina se enamora de un tipo tan torpe como Pérez". Leticia Bredice afirma que es una película muy femenina en la que, al final, "las mujeres somos un perrito faldero que se disfraza de leopardo y que al final buscan tener cariño".

## Sinopsis
El largometraje empieza con un hombre solo, al que todos conocen por El Mudo, que recoge sus cosas para irse a trabajar como conductor de autobús. En una de sus paradas se encuentra con una maestra amiga suya que le pide un favor, llevar un paquete a una clínica para que lo analicen.
Él acepta, pero al parar a comer se deja el paquete en un restaurante y no puede recuperarlo hasta dos días después, lo que le obliga a mentir a su amiga y a meterse en un divertido jaleo para conseguir que no se sienta defraudada.
Poco a poco ambos personajes, sumidos en la soledad y el dolor aunque no quieran reconocerlo, se van conociendo y uniendo más y más hasta que se ven obligados a hacer un viaje juntos que les descubre todos sus secretos y las pequeñas mentiras que les unen. 

## Premios
La película se presentó en la 53.ª edición de la Semana Internacional de Cine de Valladolid, donde fue premiada con la Espiga de Plata. Darío Grandinetti consiguió también en la misma el premio del Público.